# 愛してるの続き
『愛してるの続き』（あいしてるのつづき）は、スターダストレビュー31枚目のシングル。1997年6月25日に発売された。

## 収録曲
1. 愛してるの続き
作詞：並河祥太
作曲：根本要
編曲：十川知司・スターダストレビュー
TBSテレビ系『あしたは晴れる』テーマ
2. 同じ空を見てる
（シリーズ・王様の一日〜THE DAY AT THE KINGDOM〜）
作詞・メインボーカル：林紀勝
作曲：柿沼清史
編曲：光田健一・スターダストレビュー
3. 愛してるの続き（Instrumental）